# Urik
Der Urik ist ein rechter Nebenfluss der Großen Belaja in der Republik Burjatien und in der Oblast Irkutsk im Süden Sibiriens.

## Verlauf
Der Urik hat seinen Ursprung im Ostsajan. Er fließt in nördlicher Richtung, später in östlicher Richtung mit weiten Windungen durch das Bergland. Er mündet schließlich nach einer Strecke von 210 km in die Große Belaja. Der Fluss entwässert ein 3520 km² großes Gebiet. Der Urik ist ein beliebtes Kajakgewässer.

## Hydrologie
16 Kilometer oberhalb der Mündung wurde von 1957 bis 1990 der Abfluss des Urik gemessen. Der gemesse mittlere Abfluss betrug 40 m³/s. Die höchsten monatlichen Abflüsse traten im Juli und August mit Werten von 117 bzw. 105 m³/s auf.